# Moriah Jefferson
Pour les articles homonymes, voir Jefferson.
Moriah Jefferson, née le 8 mars 1994 à Dallas, au Texas aux États-Unis, est une joueuse américaine de basket-ball.

## Biographie

### NCAA
Scolarisée à la maison, elle se distingue dans le championnat qui leur est réservé avec Texas Home Educators' Sports Association, Inc.. Elle joue cinq saisons avec la Texas Home Educators Sports Association (THESA). Avec elle les Riders remportent cinq titres NCHBC et cinq NCHBC Texas Region pour compiler au total 3 354 points, 825 rebonds et 728 interceptions. Elle est sélectionnée pour le match WBCA des lycéennes en 2012 et y inscrit quatre points,.
Courtisée également par Baylor, Oklahoma, Texas, Texas A&M, Kentucky et Tennessee, elle choisit Connecticut,, dont elle est la première recrue issue du Texas.
Freshman en 2012-2013, elle contribue au bilan de 35 victoires pour 4 défaites et le titre national NCAA. Elle débute les 39 rencontres disputées avec 4,7 points et 1,8 passe décisive. Elle marque 16 points contre Idaho au premier tour du tournoi final. Elle est nommée dans le meilleur cinq des rookies de la Big East avec a coéquipière Breanna Stewart. Elle prend une autre dimension lors de son année sophomore. Elle joue les 40 rencontres de l'année 2013-2014 avec 10,0 points et 4,9 passes décisives. Elle mène le championnat à l'adresse avec 57,5 % de réussite aux tirs contre 42,4 % l'année précédente. Elle remporte un second titre NCAA. 
En 2015, elle remporte le Nancy Lieberman Award, qui récompense la meilleure meneuse NCAA, déjà remporté par une autre Huskie Renee Montgomery en 2008-2009. Couronnée pour son adresse, ses talents de passeuse et de dribbleuse, elle reçoit cet honneur la veille de son troisième titre NCAA consécutif, qui conclut une superbe saison avec des statistiques de 12,4 points en 28,4 minutes. Elle réussit 186 passes décisives et 96 interceptions, avec toujours un excellente adresse de 59,6 %. Durant le tournoi final (hors finale), elle monte même à 14,6 points avec une incroyable réussite de 68,4 %. En finale face à Notre Dame, elle joue 40 minutes et finit meilleure marqueuse des Huskies avec 15 points, 5 passes décisives, 4 interceptions et 3 rebonds.
En 2016, elle obtient avec les Huskies un quatrième titre consécutif. Son bilan avec les Huskies est de 151 victoires pour 5 défaites dont 116 victoires et un seul revers sur les trois dernières saisons.

### WNBA
Elle est le second choix de la draft WNBA 2016, juste après son ancienne coéquipière Breanna Stewart et avant une autre Husky, son amie proche Morgan Tuck. À son arrivée aux Stars, elle est accueillie par Becky Hammon et Tony Parker. « Étante un petit gabarit, je vais devoir plus jouer sur ma vitesse » déclare Jefferson, qui cite Cappie Pondexter parmi les joueuses qu'elle admire. Elle s'impose progressivement en WNBA avec notamment 19 points inscrits le 14 juin lors d'une victoire 77 à 70 sur le Storm de Seattle. Elle bat son record personnel de points avec 31 unités (avec 13 réussites sur 18) et est de nouveau décisive pour marquer un panier décisif sur un rebond offensif en fin de prolongation pour permettre aux Stars de battre le Fever de l'Indiana.
En mai 2019, elle fait partie des joueuses envoyées aux Wings de Dallas en échange de Liz Cambage.

## Étranger
Pour sa première expérience internationale, elle s'engage avec le club turc de Galatasaray où elle joue avec l'expérimentée internationale turque Işıl Alben.

## Équipe nationale
En 2012, elle est sélectionnée dans l'équipe des 18 ans et moins avec ses futures coéquipières à Connecticut Breanna Stewart et Morgan Tuck dirigée par Katie Meier, l'entraîneur de l'université de Miami. Elle remporte le championnat des Amériques à Gurabo à Porto Rico en août 2012. Les Américaines remportent les 5 matches et la médaille d'or 71–47 face aux Brésiliennes. Jefferson inscrit en moyenne 5,6 points par rencontre et réussit cinq contres malgré sa petite taille.
À l'été 2013, elle remporte la médaille d'or du Mondial U19 disputé en Lituanie. L'équipe remporte ses neuf rencontres avec un écart moyen de 43 points par rencontre. Jefferson score 4,0 points par rencontre et un total de 31 passes décisives.

## Palmarès
- Championne NCAA 2013, 2014, 2015 et 2016[12]
- Médaillée d'or au Mondial U19 de 2013[19]
- Médaille d'or avec les 18 ans et moins 2012

## Distinctions personnelles
- 2012 : WBCA High School Coaches' All-America Team[3]
- 2014 : AP All-American Honorable Mention[21]
- Big East All-Rookie Team (2013).
- 2015 : WBCA All-America Team
- 2015 : Nancy Lieberman Award

## Statistiques à Connecticut
| Année    | Équipe      | GP  | Points | FG%  | 3P%  | FT%  | RPG | APG | SPG | BPG | PPG  |
| 2012-13  | Connecticut | 39  | 182    | 42.4 | 26.6 | 76.0 | 1.6 | 1.8 | 1.3 | 0.1 | 4.7  |
| 2013-14  | Connecticut | 40  | 400    | 57.5 | 41.8 | 76.8 | 3.4 | 4.9 | 2.7 | 0.2 | 10.0 |
| 2014-15  | Connecticut | 39  | 485    | 58.7 | 49.6 | 84.3 | 2.9 | 4.9 | 2.6 | 0.1 | 12.4 |
| 2015-16  | Connecticut | 37  | 465    | 55.7 | 43.1 | 89.4 | 2.5 | 5.5 | 2.6 | 0.2 | 12.6 |
| Carrière | Connecticut | 155 | 1532   | 55.0 | 42.0 | 81.8 | 2.6 | 4.3 | 2.3 | 0.2 | 9.9  |